# Lockdown 2007
Lockdown 2007 è stata la terza edizione del pay-per-view prodotto dalla Total Nonstop Action Wrestling (TNA). L'evento ha avuto luogo il 15 aprile 2007 presso il Family Arena di Saint Charles nel Missouri.

## Risultati
| # | Match | Stipulazioni                                                                       | Durata           |
| - | --- | ---------------------------------------------------------------------------------- | ---------------- |
| 1 | Kip James e B.G. James hanno sconfitto Kaz e Havoc | Steel cage match                                                                   | 03:35 Dark match |
| 2 | Chris Sabin (c) ha sconfitto Jay Lethal (con Kevin Nash), Sonjay Dutt, Alex Shelley e Shark Boy | Xscape match per il titolo TNA X Division Championship                             | 15:50            |
| 3 | Robert Roode (con Ms. Brooks ed Eric Young) ha sconfitto Petey Williams | Six Sides of Steel match                                                           | 10:14            |
| 4 | Gail Kim ha sconfitto Jacqueline Moore | Six Sides of Steel match                                                           | 07:13            |
| 5 | Senshi ha sconfitto Austin Starr | Steel Cage match con Bob Backlund come Special guest referee                       | 09:57            |
| 6 | James Storm ha sconfitto Chris Harris | Six Sides of Steel Blindfold match                                                 | 09:05            |
| 7 | Christopher Daniels ha sconfitto Jerry Lynn | Six Sides of Steel match                                                           | 13:29            |
| 8 | Team 3D (Brother Ray e Brother Devon) hanno sconfitto The Latin American Xchange (Homicide e Hernandez) (c) | Electrified Six Sides of Steel match per il titolo NWA World Tag Team Championship | 15:36            |
| 9 | Team Angle (Kurt Angle, Samoa Joe, Rhyno, Sting e Jeff Jarrett) ha sconfitto Team Cage (Christian Cage, A.J. Styles, Scott Steiner, Abyss e Tomko) (con James Mitchell) e con Harley Race come guardiano della porta. | Lethal Lockdown match                                                              | 28:04            |
|   | (c) è riferito al campione in carica al momento dell'inizio del match. |                                                                                    |                  |

### Xscape match
Ordine di eliminazione dell'Xscape match per il titolo TNA X Division Championship riportato alla seconda voce della tabella soprastante.
| Ordine di eliminazione | Lottatore       | Eliminato da | Tempo |
| ---------------------- | --------------- | ------------ | ----- |
| 1°                     | Shark Boy       | Alex Shelley | 5:45  |
| 2°                     | Sonjay Dutt     | Chris Sabin  | 13:30 |
| 3°                     | Alex Shelley    | Jay Lethal   | 14:32 |
| Perdente               | Jay Lethal      |              | 15:50 |
| Vincitore              | Chris Sabin (c) |              | 15:50 |

Chris Sabin e Jay Lethal sono usciti dalla gabbia nello stesso momento ma Sabin è stato il primo a toccare per terra.